# Cees van der Linden
Cees van der Linden (Heelsum, 15 januari 1964) is een voormalig Nederlands voetballer en tegenwoordig fysiotherapeut.
Van der Linden begon zijn loopbaan in 1983 bij FC Den Bosch. Van der Linden bleef zeven jaar bij FC Den Bosch, alle in de Eredivisie. In zijn laatste jaar degradeerde hij met FC Den Bosch op de valreep omdat N.E.C., de concurrent van FC Den Bosch in de strijd om degradatie, een "salonremise" afdwong tegen Ajax, dat nog één punt nodig had voor het kampioenschap.
N.E.C. handhaafde zich in de Eredivisie en Van der Linden verhuisde van FC Den Bosch naar N.E.C. Tussen 1990 en 1995 speelde hij voor de club uit Nijmegen, waarvan twee jaar in de Eredivsie. Bij N.E.C. kwam hij tot 164 competitiewedstrijden, waarin hij 24 keer scoorde. Na zijn vertrek in 1995 speelde hij nog voor RBC, voordat hij in 1997 vanwege een rugblessure zijn carrière beëindigde. Van der Linden speelde ruim 150 competitiewedstrijden op het hoogste niveau. Tot 2001 speelde hij aansluitend nog voor de amateurs van O.S.S.’20.
Van der Linden volgde tijdens zijn voetbalcarrière een opleiding tot fysiotherapeut en vervulde korte tijd deze functie bij FC Utrecht en startte een eigen praktijk in Oss. Van februari 2000 tot medio 2008 vervulde hij die functie bij N.E.C. en sinds de zomer van 2008 is hij als fysiotherapeut aan de slag bij PSV Eindhoven, waar hij Mart van den Heuvel opvolgde die teammanager werd. Hij vertrok daar in 2017. Hij heeft met zijn zoon een praktijk in Oss.